# Garry Cook
Garry Peter Cook (* 10. Januar 1958 in Wednesbury, England) ist ein ehemaliger britischer Leichtathlet und Olympiateilnehmer. Sein Wettkampfgewicht war 72 kg bei einer Körpergröße von 1,85 m.
Garry Cook war ein 800-Meter-Läufer und Mitglied der britischen 4-mal-800-Meter-Staffel, die am 30. August 1982 (in der Besetzung Peter Elliott, Garry Cook, Steve Cram, Sebastian Coe) den bis August 2006 gültigen Weltrekord von 7:03,89 min auf dieser selten gelaufenen Strecke aufstellte.
Angesichts der bereits in England großen Konkurrenz auf seiner Spezialstrecke feierte Cook seine größten Erfolge mit der 4-mal-400-Meter-Staffel des Vereinigten Königreichs. Bei Commonwealth Games startete er für England.

## Endkampfplatzierungen
- Europameisterschaften 1982: Platz 2 über 4 × 400 m in 3:00,68 min (David Jenkins, Garry Cook, Todd Bennett, Philip Brown)
- Europameisterschaften 1982: Platz 4 über 800 m in 1:46,94 min
- Commonwealth Games 1982: Platz 1 über 4 × 400 m in 3:05,45 min (Steve Scutt, Garry Cook, Todd Bennett, Philip Brown)
- Weltmeisterschaften 1983: Platz 3 über 4 × 400 m in 3:03,53 min (Ainsley Bennett, Garry Cook, Todd Bennett, Philip Brown)
- Olympische Spiele 1984: Platz 2 über 4 × 400 m in 2:59,13 min (Kriss Akabusi, Garry Cook, Todd Bennett, Philip Brown)